# 無敵囲い
- 将棋 > 囲い > 無敵囲い
- 将棋 > 将棋の戦法 > 振り飛車 > 中飛車 > 無敵囲い

| 9  | 8  | 7  | 6  | 5  | 4  | 3  | 2  | 1  |    |
|    |    |    |    |    |    |    |    |    | 一 |
|    |    |    |    |    |    |    |    |    | 二 |
|    |    |    |    |    |    |    |    |    | 三 |
|    |    |    |    |    |    |    |    |    | 四 |
|    |    |    |    |    |    |    |    |    | 五 |
|    |    |    |    |    |    |    |    |    | 六 |
| 歩 | 歩 | 歩 | 歩 | 歩 | 歩 | 歩 | 歩 | 歩 | 七 |
|    | 角 |    | 銀 | 飛 | 銀 |    |    |    | 八 |
| 香 | 桂 |    | 金 | 玉 | 金 |    | 桂 | 香 | 九 |

無敵囲い（むてきがこい）は将棋の囲いの一つ。

## 概要
| 9  | 8  | 7  | 6  | 5  | 4  | 3  | 2  | 1  |    |
| 香 | 桂 | 銀 | 金 | 王 | 金 |    | 桂 | 香 | 一 |
|    |    |    |    |    |    |    | 飛 |    | 二 |
| 歩 | 歩 | 歩 | 歩 | 歩 | 銀 | 角 | 歩 | 歩 | 三 |
|    |    |    |    |    | 歩 | 歩 |    |    | 四 |
|    |    |    |    |    |    |    |    |    | 五 |
|    |    | 歩 |    | 歩 |    | 歩 |    |    | 六 |
| 歩 | 歩 |    | 歩 |    | 歩 |    | 歩 | 歩 | 七 |
|    | 角 |    | 銀 | 飛 | 銀 |    |    |    | 八 |
| 香 | 桂 |    | 金 | 玉 | 金 |    | 桂 | 香 | 九 |

初手から5八飛、6八銀、4八銀のわずか3手で完成する、「初心者が一度は辿り着く」と言われている囲いであり、一見すると王の守りだけは固そうに見える。しかし、銀によって飛車の横利きが止まっている上に、2筋・8筋の歩が浮いており、「居玉は避けよ」「玉飛接近すべからず」の格言にも反しているなど「攻めも守りも不完全な囲い」となっている。
囲いとしては低水準なランクではあり、まったく陣形を整えないよりはマシな程度である。しかし、一応は穴熊囲いと同じく自玉に王手がかからず、絶対に詰まない状態（ゼット）である。前からの攻めにはそれなりに強いが、横からの攻めには非常に弱い。
戦法ではカニカニ銀・ツノ銀中飛車・風車、囲いでは金美濃・木村美濃・右矢倉に派生することが出来る。
プロの実戦例としては、里見香奈（結婚後の姓は福間香奈）女流四冠が無敵囲いからアヒル囲いに発展させる駒組みを見せたことがある。

## 名称の由来
「無敵囲い」という名称の由来は不明である。
漫画『ハチワンダイバー』第8巻の巻末おまけ漫画によると、初心者に対する「愛のこもった皮肉」であり、斬野シトの妹・斬野クル（初心者）が無敵囲いを使用して最初はボロ負けするが、兄からカニカニ銀に発展させるようにアドバイスされると初勝利をあげている。ただし、今泉健司の著書にも、幼少期に指していた囲いとして登場する。

## その他
- 『羽生善治のみるみる強くなる将棋 序盤の指し方 入門』(羽生 2009)では「初心者囲い」として紹介されている。羽生自身[3]や佐藤康光[4]も、将棋を覚えたての頃に指していたという。
- 「将棋ウォーズ」では、囲いとして登録されている。
- 「最強囲い」とも呼ばれている。